# Rabeneick

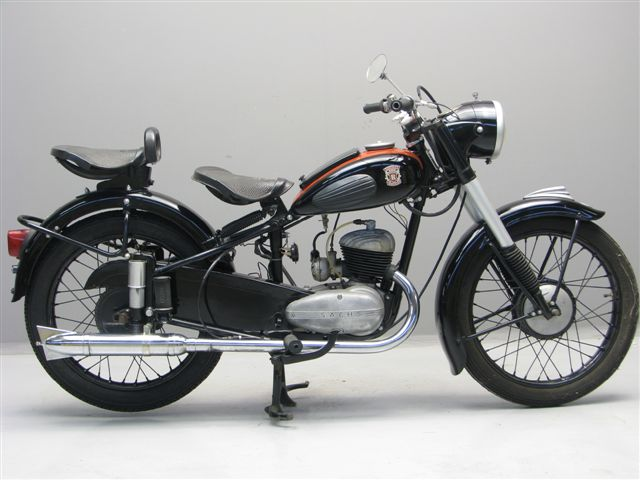
Rabeneick met een 147 cc Sachs-motor uit 1952

Rabeneick is een historisch merk van motorfietsen en bromfietsen.
In 1933 werd het merk in het Duitse Brackwede, Noordrijn-Westfalen, opgericht als August Rabeneick GmbH. In eerste instantie produceerde het bedrijf polijst- en slijpmachines. Maar al snel begon Rabeneick fietsonderdelen te ontwikkelen. Later gevolgd door complete fietsen. In de jaren dertig werden er ook fietsen met 98 cc hulpmotoren geproduceerd.
Rabeneick produceerde onder andere 75- en 98 cc (motor)fietsen en na de Tweede Wereldoorlog ook 98-, 123-, 147-, 173-, 244- en 247 cc tweetakten. Begin jaren vijftig kwamen er ook nog 38- tot 49 cc bromfietsen bij. Behalve de 38 cc-modellen kwamen alle motorblokken van ILO en Sachs.
Rabeneick werd eind jaren vijftig door Sachs overgenomen, maar produceerde in de jaren zestig nog 49- en 98 cc-modellen.

## Rabeneick bromfietsen in Nederland
In Nederland zijn in de periode tussen 1952 en 1964 zo'n 11 type bromfietsen op de markt gekomen. Het begon in 1952 met de Taxi, een fiets met hulpmotor van Cyclemaster. In 1953 werd de Binetta geïntroduceerd, een type die Rabeneick nog enkele jaren zou doorontwikkelen als de Binetta 3 (1957), Binetta 3 Sport (1958) en de Binetta Super (1964). In datzelfde jaar bracht Rabeneick ook nog de Saxonette Super (1964) op de markt.
Door het functioneel ontwerp van de bromfietsen had het merk niet veel succes in Nederland. Een voorbeeld van dit functionele ontwerp is de vering in de voorvork; hoewel deze uitstekend functioneerde werd hij niet als mooi ervaren. Een ander voorbeeld hiervan is de beplating aan de zijkant en de spatborden.

## Rabeneick als fietsmerk
Na de overname door Sachs in 1960 kwam er een verzoek van een bedrijf uit Oldenburg voor het produceren van fietsen onder het merk Rabeneick. Na enkele overnames is dit merk nu in handen van Prophete GmbH & Co. KG uit Rheda-Wiedenbrück dat nog altijd fietsen onder deze naam op de markt brengt.

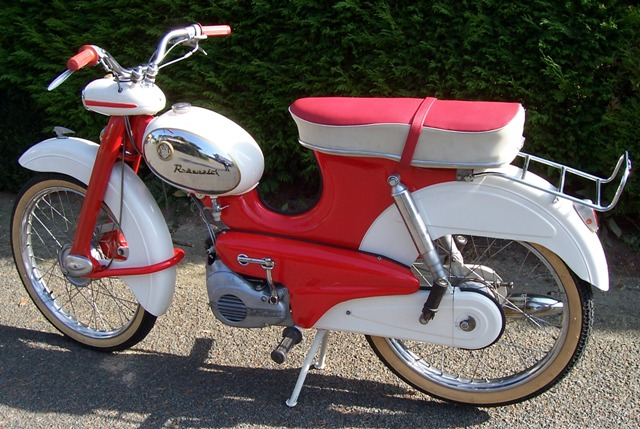
Rabeneick Binetta Star (1959) (Linkerzijde)
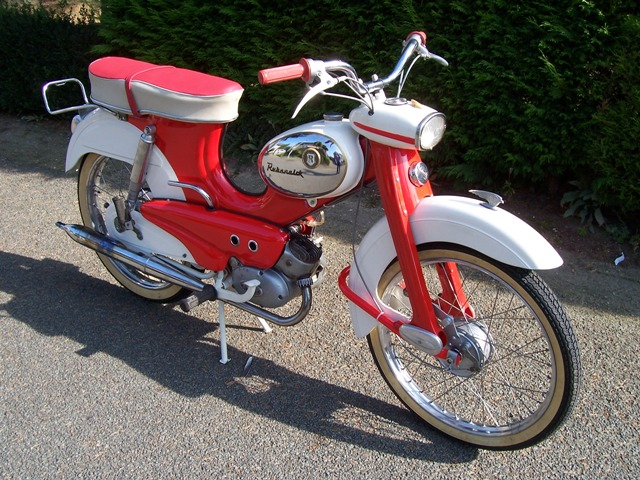
Rabeneick Binetta Star (1959) (Rechterzijde)